# 자연적 결정 형성
자연적 결정 형성(naturalistic decision making, NDM)은 어떻게 사람들이 실제로 의사결정을 하고 주어진 상황속에서 복잡한 인지적 기능을 수행하는지에 대한 연구 분야를 말한다. 이 개념틀안에서 시간압박, 불확실성, 모호한 목적, 고위험, 단체와 조직적 제한, 상황변경과 다양한 경험정도의 변화등의 복잡한 여러 측면에 따른 상황속에서의 의사결정을 실험실 밖의 실제 환경에서 사람들이 어떻게 결정을 하는가에 초점을 두고 있다.

## 역사
1989년 오하이오주 데이톤에서 열렸던 학술회의에서 처음 제기되었으며 이후 개리 클라인, 주디스 오라사누, 로베르타 칼더우드 그리고 캐롤라인 잠복이 쓴 《실행하는 의사결정: 모델과 방법》(1993)에서 정립되었다. 이후 1995년 인간요인과 인간공학학회에서 인지공학과 의사결정이라는 연구 그룹을 만들게 되면서 이론적으로 발전하고 있다.

## 개념틀
NDM의 개념틀은 인간의 인지적 기능 즉 의사결정, 판단, 상황인식, 계획 등의 주제에 집중한다. 이러한 것들은 자연적으로 설정되어 있으며 실험실 환경속의 실험으로는 재현되기 쉽지 않다. 예를 들면 위험도가 크다든지, 문제를 감지한다든지, 아주 높은 수준의 전문성이 필요하다든지, 어떤 단체나 조직적 한계안에서 결과를 도출하고자 할 때 실험실 안에서 그런 실험을 하기에는 힘들다. 그래서 NDM의 연구자들은 관찰을 통한 인지수행평가나 능숙한 실험대상자를 대상으로 인지심리학적 연구를 한다.

## 같이 보기
- 결정이론
- 문제해결
- 의사결정

## 참조
- 공학심리학, 크리스토퍼 D. 위킨스, 저스틴 G. 홀랜즈 지음, 곽호완외 4인 옮김, 시그마프레스, ISBN 89-90685-41-9
- Klein, G., Orasanu, J., Calderwood, R., and Zsambok, C.E. (1993) Decision Making in Action: Models and Methods. Ablex Publishing Co., Norwood, NJ.
- Todd, P. and Gigerenzer, G, Putting Naturalistic Decision Making into the Adaptive Toolbox, Journal of Behavioral Decision Making, Vol. 14, 353-384, 2001.
- Zsambok, C.E. and Klein, G (1997) Naturalistic Decision Making. Lawrence Erlbaum Associates, Mahwah, NJ.
- Johnson, J.G. and Raab, M Take the First: Option Generation and Resulting Choices. Elsevier Science, San Diego, CA.